# Battaglia di Calais (1940)
La battaglia di Calais fu combattuta tra il porto e la città di Calais durante la blitzkrieg (guerra lampo) tedesca in Francia nel 1940. Si concluse con la totale vittoria della 10. Panzer-Division che costrinse alla resa la cosiddetta Nickforce britannica (reparti di fanteria della 30ª Brigata di fanteria e il 3° Royal Tank Regiment) che, rimasta accerchiata dentro Calais con l'ordine di  resistere ad oltranza, si batté accanitamente. Precedette immediatamente l'operazione Dynamo, l'evacuazione del British Expeditionary Force attraverso Dunkerque e contribuì al successo della ritirata alleata, rallentando l'avanzata dei panzer verso gli altri porti della costa francese favorendo il salvataggio di quasi 340 000 soldati britannici e 140 000 francesi e belgi.